# Агарский монастырь
Агарский монастырь (груз. აგარის მონასტერი) — монастырский комплекс Грузинской Православной церкви в Ахалцихском муниципалитете.
Комплекс состоит из главной церкви (X—XI веков), которая является самой большой однонефной церковью в Грузии. Сохранилась также трапезная (XI—XII века), звонница (XIII—XIV века) и руины других зданий.